# 魚雷艇1号
魚雷艇1号（ローマ字：JMSDF PT No.1, PT-801、YAS-48）は、海上自衛隊の魚雷艇。1号型魚雷艇の1番艇。

## 艦歴
「魚雷艇1号」は、昭和28年度計画丙型駆潜艇801号艇として、日立造船神奈川工場で1955年5月18日に起工され、1955年12月20日に進水、1956年10月10日に就役し、横須賀地方隊横須賀基地警防隊に編入された。
1956年11月16日、横須賀基地警防隊隷下に新編された第1魚雷艇隊に「魚雷艇2号」、「魚雷艇5号」、「魚雷艇6号」とともに編入された。
1959年6月1日、第1魚雷艇隊が横須賀防備隊隷下に編成替え。
1970年3月2日、特務船に種別変更され、船名が特務船48号（YAS-48）に改称。対馬防備隊に編入。
1974年9月30日、除籍。